# Kolonjë
Kolonjë è un comune albanese situato nella prefettura di Coriza.
Il comune è stato istituito in occasione della riforma amministrativa del 2015, unendo i comuni di Barmash, Çlirim, Ersekë, Leskovik, Mollas, Novoselë, Qendër Ersekë e Qendër Leskovik.

## Geografia
Kolonjë si trova nel sud-est dell'Albania e il suo centro è Ersekë. È delimitata da Coriza a nord e dalla Grecia a est. La città di Ersekë si trova ai piedi del monte Gramos, la quarta montagna più alta dell'Albania con un picco a 2.525 m sul livello del mare.

## Storia
Durante il Medioevo una regione sotto il nome di Koloneia si trovava nella regione montuosa a sud di Coriza (sud-est dell'Albania) e a nord di Konitsa e Kastoria (nord-ovest della Grecia) sulle pendici occidentali della catena montuosa dei Gramos. Una guarnigione militare bizantina con lo stesso nome fu costruita a ovest di Gramos.
Secondo il racconto di Giovanni Scilitze, nel 1018, dopo la conquista bizantina della Bulgaria, l'imperatore Basilio II creò nuovi themata a Koloneia (Κολώνεια), Dryinopolis e Dyrrhachium, e stabilì ex prigionieri di guerra bizantini per proteggere le posizioni bizantine in Epiro contro futuri attacchi nemici dalla Macedonia centrale e occidentale. Nel 1040 il thema di Koloneia fu incorporata al ducato di Dyrrachion. Dopo il Sacco di Costantinopoli del 1204 e la successiva spartizione dell'Impero Bizantino, Koloneia fu concessa alla Repubblica di Venezia. Tuttavia, Koloneia passò sotto il controllo del Despotato dell'Epiro e formò uno dei themata del Despotato. Dopo la battaglia di Pelagonia nel 1259, Koloneia fu ceduta all'Impero di Nicea.
Prima delle migrazioni albanesi del XIV secolo l'area era abitata da aromuni. Il nome Kolonja si riferisce all'antica presenza di Valacchi ed è legato al periodo romano della zona.